# Присоединение организации
Присоедине́ние организации  — прекращение одного или нескольких юридических лиц с передачей всех их прав и обязанностей другому (существующему) юридическому лицу.
Присоединение следует отличать от поглощения как общего термина, закрепившегося в экономической (преимущественно зарубежной) литературе, означающего приобретение одним обществом контроля над другим обществом. Поглощение в этом смысле может означать как реорганизацию в форме присоединения поглощаемого юридического лица к поглощающему, так и закрепление контроля иными способами, не подразумевающими прекращение поглощаемого юридического лица (например, путём покупки ста процентов акций (долей) в его уставном капитале).